# George Julius Gulack
George Julius Gulack (Riga, 12 maggio 1905 – Boca Raton, 27 luglio 1987) è stato un ginnasta statunitense.

## Palmarès
Olimpiadi
- 1 medaglia:
  - 1 oro (anelli a Los Angeles 1932).